# Aglio e Olio
Aglio e Olio – minialbum hip-hopowego zespołu Beastie Boys wydany w 1995 roku.

## Lista utworów
1. "Brand New"
2. "Deal With It"
3. "Believe Me"
4. "Nervous Assistant"
5. "Square Wave In Unison"
6. "You Catch A Bad One"
7. "I Can't Think Straight"
8. "I Want Some

## Wydania
- Japońskie wydanie zawiera jeden dodatkowy utwór: "Soba Violence".
- Wydanie na 7-calowej płycie winylowej zawiera dodatkowo utwór: "Light My Fire".